# Lýkožrout severský
Lýkožrout severský (Ips duplicatus) je druh hmyzu z podčeledi kůrovci (Scolytinae) z řádu brouci (Coleoptera).

## Výskyt
Jde o druh lýkožrouta, jenž se přirozeně vyskytuje hlavně v Euroasii a na Dálném východě, kde je nezastupitelnou součástí ekosystému severské tajgy. Zde se totiž zásadním způsobem podílí na cyklickém hynutí a rozpadu přirozených lesů tajgy, tvořených porosty Picea obovata (P. jezoensis). Když dosáhnou zralosti a začínají chřadnout, dovede se přemnožit a tyto porosty velkoplošně zahubit, aby mohl vznikat nový les. V Evropě i v ČR žije tento kůrovec na smrku ztepilém (Picea abies), ovšem v nížinných polohách (jak se nyní ukázalo také v pahorkatinných polohách do nadmořské výšky asi 600m). Za typickou ukázku jeho velkoplošnějšího přirozeného výskytu v Evropě lze považovat jeho přítomnost v Bialověžském pralese.
Na území ČR se přirozeně vyskytoval podél polských hranic ve Slezské nížině, v ostrůvkovitě se vyskytujícím typu dubojehličnatého nížinného lesa, který zde byl popsán. Smrk tady rostl na vlhčích lokalitách, často v podúrovni. Odtud se lýkožrout severský v industriální epoše přemístil do zdejších uměle zakládaných smrčin. V minulosti byl znám jako sběratelská rarita, ale nepochybně se nenápadně šířil a protože nebyl provozními zaměstnanci odlišován od lýkožrouta smrkového (Ips typographus L.), počátkem devadesátých let minulého století, při vzniku kůrovcové kalamity po epizodě extrémního sucha, bylo zjištěno, že je to právě on, co se stal na příznivých lokalitách dominantním druhem kůrovce, který se podílel na rozpadu hospodářských smrčin postižených stresem ze sucha.
Jeho výskyt byl v té době dokumentován ve Slezské nížině až po Hranice v Moravské bráně s tím, že se již dílčí ohniska nacházela ještě hlouběji na Moravě, např. v okolí pily Ptení, kam byl zavlečen s kůrovcovým dřívím. Jeho hustota v merocenózách závisela jednak na tloušťce kmene, jednak na výškovém gradientu, takže např. v nížinách na Ostravsku, Opavsku, kolem Těšína a podél polských hranic směrem na západ do 350 m oproti lýkožroutu smrkovému převládal, na ostatním území dominoval jen ve střední části stromů, nebo se objevil pouze ve vrcholu spolu s lýkožroutem lesklým (Pityogenes chalcographus L.). Celkově se však v průběhu 90. let rychle šířil a gradoval na celém území Moravy. Postupně překonal Českomoravskou vrchovinu a rozšířil se také v Čechách, mimo humidnější oblasti na západu, jak dokumentoval podle odchytávaných počtu brouků LOS Výzkumného ústavu lesního hospodářství, Zbraslav-Strnady. Stal se v Česku, spolu s lýkožroutem smrkovým a lýkožroutem lesklým, hospodářsky významným členem agresivní kůrovcové merocenózy, která se v nižších a zčásti i pahorkatinných polohách Moravy a západní, ale i střední části Čech, podílela na hynutí smrčin.
Počátkem milénia bylo v okolí Třebíče a Brna opakovaně podrobně zjištěno, že zde byl lýkožrout severský zastoupen v merocenózách více než 50 % (Ips typographus asi 15 %, Ips chalcographus asi 35 %). Díky svým specifickým bionomickým a ekologickým vlastnostem dovede totiž sám gradovat a rozvrátit chřadnoucí lesy a dá se spekulovat, že to byl právě tento druh, který se zasloužil o nastartování a nebývalou dynamiku rozvoje kůrovcové kalamity na Moravě. Naskýtá se vysvětlení, že se v tomto případě uplatnil princip tzv. „náhlého patogena“, aniž byla zkoumána parazitace a mortalita vůbec. V letech následujících po roku 2015 a vyvrcholení gradace během nebývalé periody sucha se však již konstatuje, že dominuje pouze na nemnohých lokalitách a v optimálních podmínkách nížinných smrčin, a že většinou obsazuje pouze střední část kmene a hlavně koruny, kde zcela vytlačil lýkožrouta lesklého. Dominujícím druhem se většinou stal opět lýkožrout smrkový, což lze vysvětlit bionomickou odlišností vývoje obou druhů.
Dá se předpokládat, že s ohledem na klimatické podmínky a změny počasí, jakož i stav predispozice lesa, může jeho zastoupení v merocenózách kolísat v prostoru a čase. V každém případě ale lze spekulovat, že jeho přítomnost v merocenóze zvyšuje ohrožení stromů oproti tomu, když vrcholy nalétl pouze lýkožrout lesklý. Lýkožrout severský je totiž robustnější, takže snáze a v menším počtu překonává obrannou bariéru stromů. Je proto podezření, že i za méně příznivých podmínek je zmíněná merocenóza velmi nebezpečná proto, že je schopna kolonizovat i méně oslabené stromy, jejichž vrcholy jsou postižený stresem, ale lýkožrout severský je obsadí. Tím se otevírá cesta pro kolonizaci lýkožroutem smrkovým a strom hyne. To může být potom příčina kolosálního rozmachu kalamity ke konci 20. let 20. století.
Lýkožrouta severského lze považovat za druh hmyzu, který v důsledku klimatické změny nejen rozšířil areál svého výskytu na západ, ale ovlivnil také agresivitu merocenózy kůrovců žijících na smrku a tím i celkové ohrožení a hynutí smrkových lesů.

## Popis dospělce, jeho požerků a napadení stromů

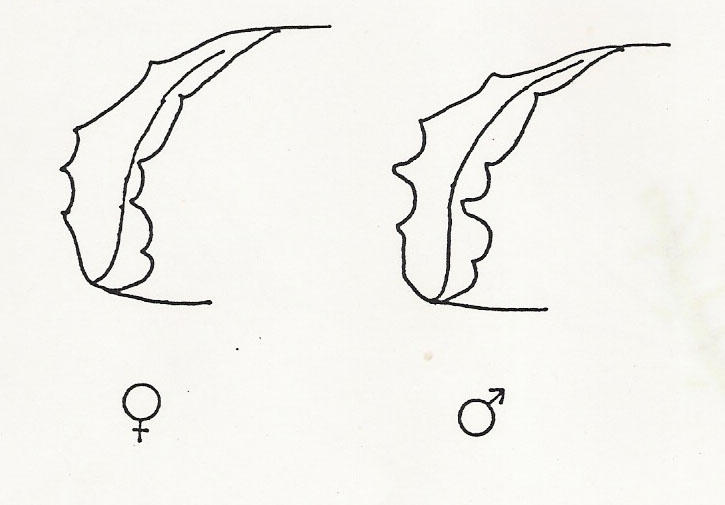
Ukončení zadečku zoubky u lýkožrouta severského

Jako typický zástupce rodu Ips má válcovité tělo s krovkami vzadu vyhloubenými a opatřenými po stranách typicky uspořádanými zoubky. Pro lýkožrouta severského je příznačný jakýsi dvojzub, tvořený 2. a 3. zoubkem, takže na rozdíl od dalších příslušníků tohoto rodu je vzdálenost mezi těmito zoubky vždy menší, než vzdálenost mezi prvním (saturálním) a druhým zoubkem. Mimo to má tento druh tečkovaná mezirýží a zprohýbaný šev na paličkách tykadel, což jsou naprosto zásadní rozlišovací znaky oproti lýkožroutu smrkovému, od něhož je třeba tento druh nejčastěji odlišit. Mimo to je lýkožrout severský celkově menší (3,3–4,5 mm), zatímco lýkožrout smrkový měří 3,8–5,8 mm, takže rozlišovacím znakem jsou také tenčí matečné chodby, nehledě na to, že se liší také tvar požerků. Jsou-li požerky troj- a víceramenné, matečné chodby se lyrovitě rozbíhají na rozdíl od požerků lýkožrouta smrkového, který má chodby více vedle sebe.

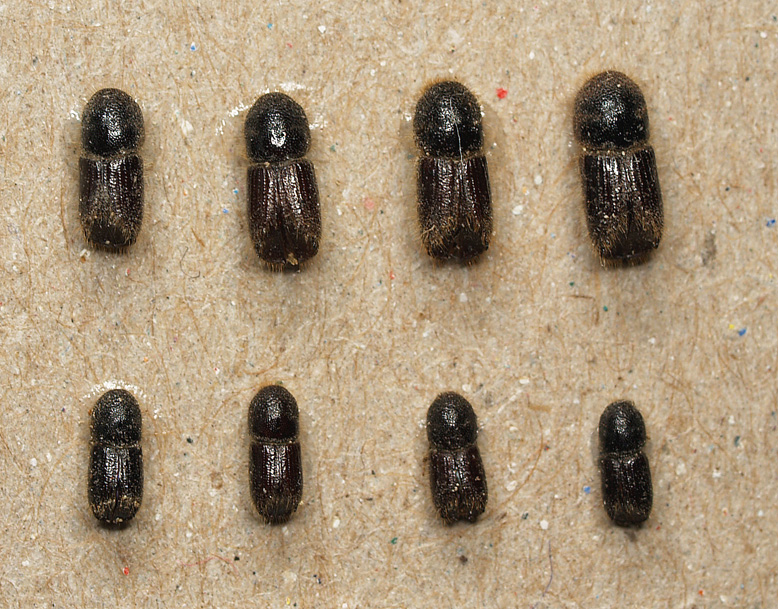
Velikost brouků lýkožrouta smrkového (nahoře) a lýkožrouta severského (dole)

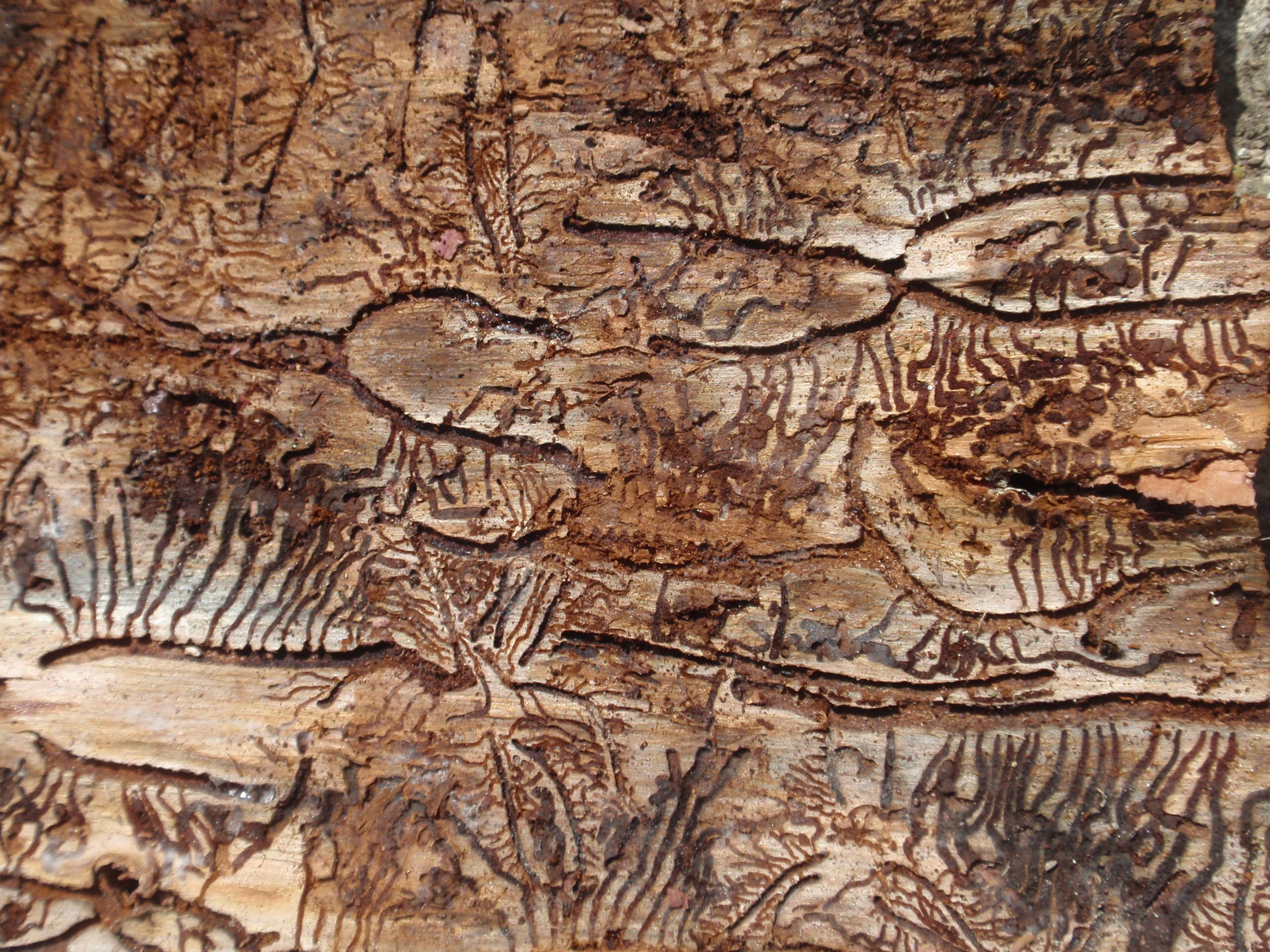
Požerek lýkožrouta severského

Pro napadení stromů kůrovci je obecně příznačné, že po určité době od napadení jim začne odumírat a hnědnout jehličí. V případě lýkožrouta severského bylo pozorováno, že po napadení již např. ptáci loupou kůru na kmenech, zatím co stromy dosud nejeví příznaky hnědnutí jehličí (obr. 4). Při hledání napadených stromů v nitru porostu je proto třeba pátrat nejen po drtinkách, ale také po opadu zeleného jehličí.

## Bionomie škůdce
Je třeba si uvědomit, že bionomie tohoto kůrovce je výrazně ekologicky adaptovaná na severské, chladné poměry, ale druh je schopen velmi citlivě polyvoltinně reagovat na vyšší teplotu. V českých podmínkách má 2 až 3 generace, v roce 1994 např. trvala první generace 8–10 týdnů, druhá 4–5 týdnů, třetí 5 a více týdnů. Oproti lýkožroutu smrkovému byl počátek rojení asi o týden opožděn, protože brouci lýkožrouta severského zásadně přezimují v hrabance – pod kůrou by v severských poměrech nepřežili. Prvá generace se vyvíjela shodně s lýkožroutem smrkovým 8–10 týdnů, druhá generace 4–5 týdnů, třetí 5 a více týdnů. Na podzim v září však patrně dochází k inhibici pohlavního dospívání nebo vývoje ovarií, takže přestože brouci byli přistiženi při žíru chodbiček, k založení požerků a kladení vajíček již nedošlo. Podle výše zmíněného pozorování, že vývoj je již ukončen a ptáci loupou kůru, zatímco koruna stromů je dosud zelená, lze usuzovat na schopnost v optimálních podmínkách vývoj urychlit, což se při orientačních pozorováních potvrdilo i v laboratorních chovech.
Je třeba také zmínit, že rojící se brouci zásadně nenalétnou na ležící stromy, jak to činí lýkožrout smrkový, ale po opuštění hrabanky a prvotním poletování nad zemí se jejich rojení odbývá hlavně v korunách stromů. Jde o naprosto odlišné chování oproti lýkožroutu smrkovému.
Přezimování v hrabance je patrně limitujícím existenčním faktorem pro tento druh. Optimální je proto suché aridní severské klima, kdy brouci v hrabance netrpí infekcí patogeny, kteří jsou naopak nebezpeční ve vlhkých humidních podmínkách. Jednak ve vyšších nadmořských výškách, obecně pak v oceánském klimatu. Tato skutečnost je patrně významná pro šíření škůdce na západ, resp. ohraničuje jeho areál směrem na západ. Také u tohoto druhu se tvoří sesterská pokolení, což generační poměry činí značně nepřehlednými. Důležitá je odlišnost bionomie v tom, že zatímco lýkožrout severský na podzim ukončí vývoj a přezimuje pouze v hrabance, lýkožrout smrkový se může i během zimy a během teplejších epizod vyvíjet a tím zvýšit svoji abundanci. To je patrně nejdůležitější příčina změn zastoupení obou druhů v merocenóze, nehledě na to, že lýkožrout severský vytlačil lýkožrouta lesklého.

## Obrana proti lýkožroutu severskému

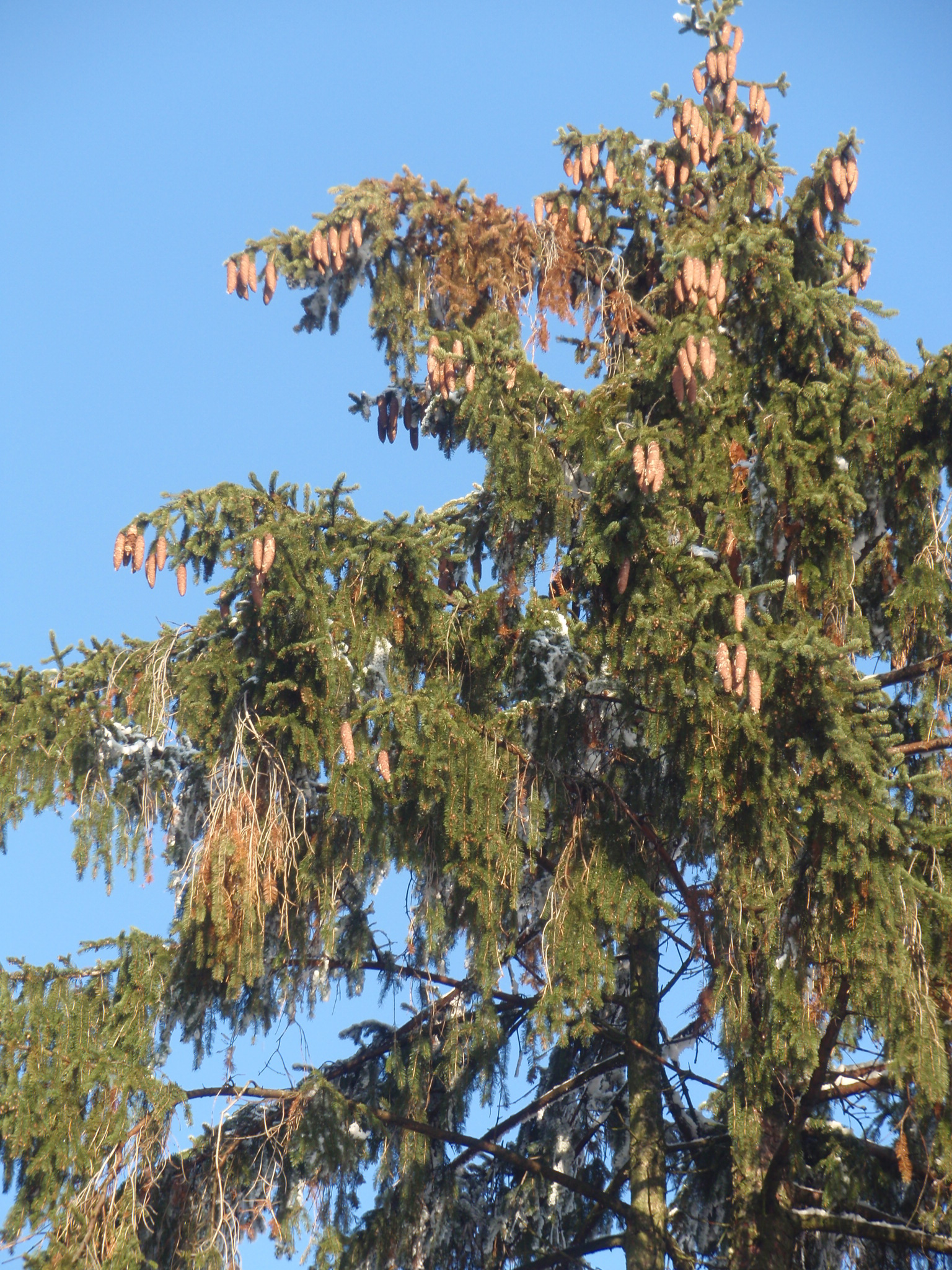
Koruna smrku, kde lýkožrout severský ukončil vývoj

Pokud jde o pasivní opatření, pak nepochybně platí všechny zásady obrany, které se uplatňují proti lýkožroutu smrkovému. Snad je třeba ještě více zdůraznit význam vyhledávání napadených stromů uprostřed porostů. Pokud jde o odchyt, má smysl jen kladení lapáků prvé série v případě, že se ale navnadí feromonem. Také odchyt do lapačů je účinný pouze na začátku rojení do počátku července. Nutno počítat s tím, že se brouci lýkožrouta severského přerojují a v době vegetace žijí pouze v korunách stromů a že také odtud migrují a jsou také pasivně přenášeni větrem na značné vzdálenosti.
Škodlivý výskyt lýkožrouta severského je patrně aktuální pouze v českých, popřípadě středoevropských podmínkách, kde bylo zavedeno intenzivní smrkové hospodářství. Má se za to, že je nutno vzít v úvahu jeho specifickou bionomii a jeho zastoupení v merocenóze a nehovořit pouze o „kůrovcích ohrožujících smrk“, jako takových.